# Kvasovka
Kvasovke so evkariontski enocelični organizmi iz kraljestva gliv. Skupina zajema okrog 1500 znanih vrst, okrog odstotek vseh vrst gliv. Čeprav so enocelični organizmi, so se glive razvile iz večceličnih prednikov. Nekatere vrste imajo sposobnost razvoja večceličnih značilnosti s tvorbo nizov povezanih celic. Kvasovke imajo tipično premer 3-4 µm, vendar med vrstami precej variira in lahko nekatere zrastejo do 40 µm. Večina kvasovk se razmnožuje nespolno z mitozo.
Kvasovke ne tvorijo enovite taksonomske ali filogenetske skupine. Filogenetska raznolikost kvasovk je tolikšna, da jih delimo v dve ločeni debli: Ascomycota in Basidiomycota. "Prave" kvasovke razvrščamo v red Saccharomycetales. V različnih jezikih besedo kvasovka uporabljamo kot sinonim za vrsto Saccharomyces cerevisiae, ki je gospodarsko pomembna pri pridobivanju alkoholnih pijač s fermentacijo in pri peki kruha iz kvašenega testa. Po kvasu je ta skupina gliv dobila tudi ime.
Nekatere vrste, kot na primer Candida albicans, so oportunistični patogeni in lahko povzročijo okužbe pri ljudeh. Kvasovke vrste Saccharomyces cerevisiae pri fermentaciji pretvarjajo ogljikove hidrate v ogljikov dioksid in alkohole. Ta proces ljudje že tisočletja uporabljajo pri peki (kvas) in proizvodnji alkoholnih pijač.
Kvasovke uporabljajo pri proizvodnji etanola v industriji biogoriv. Pred kratkim so jih uporabili tudi pri generaciji električne energije v mikrobioloških gorivnih celicah. 
Kvasovke so pomembni organizmi v raziskavah celične biologije in so med najbolje raziskanimi evkariontskimi mikroorganizmi.